# Су Каропу (Каљари)
Су Каропу је насеље у Италији у округу Каљари, региону Сардинија.
Према процени из 2011. у насељу је живело 56 становника. Насеље се налази на надморској висини од 7 м.